# Papir
Papir is een Deense psychedelische rock- en krautrock-band.
Gitarist Nicklas Sørensen en bassist Christian Becher Clausen groeiden op in Gladsaxe en speelden vanaf hun middelbareschooltijd samen in bands met wisselende samenstellingen. Na de komst van drummer Christoffer Brøchmann Christensen en het vertrek van de zangeres in 2008 ging men instrumentaal verder en
kreeg de muzikale richting vorm, in eerste instantie onder de naam "Humming in Düsseldorf". Al voordat het debuutalbum in 2010 uitkwam, werd de naam Papir aangenomen.
De band bestaat uit een trio van gitarist, basgitarist en drummer, dat uitsluitend instrumentale muziek maakt. Het geluid van de band beweegt zich van psychedelische gitaarerupties à la Earthless tot weidse met reverb gelardeerde soundscapes op een fundament van een strak ritme en melodie. Sommige latere albums, zoals 7,  worden gekenmerkt door minimalisme en sferische ambientklanken.

## Bandleden
- Nicklas Sørensen  - gitaar
- Christian Becher Clausen  - basgitaar
- Christoffer Brøchmann Christensen - drums

## Discografie

### Albums
- 2010: Papir
- 2011: Stundum
- 2013: III
- 2014: IIII
- 2017: V
- 2019: VI
- 2021: Jams
- 2022: 7

### Live-albums
- 2015: Live at Roadburn

### Albums met anderen
- 2013: Papir Meets Electric Moon – The Papermoon Sessions met Electric Moon
- 2014: Papir Meets Electric Moon – The Papermoon Sessions - Live At Roadburn 2014 met Electric Moon

### Singles
- 2013: "Rotwein", splitsingle met Øresund Space Collective
- 2015: "10""